# Chamalières-sur-Loire
Pour l'article homonyme, voir Chamalières, une autre commune de la même région.
Chamalières-sur-Loire est une commune française située dans le département de la Haute-Loire en région d'Auvergne-Rhône-Alpes.
L'histoire de Chamalières est intimement liée à la présence autrefois d'un important prieuré, qui se développa surtout à partir de la fin du Xe siècle. L'ancienne église de ce prieuré, datant du XIe siècle et demeurée à peu près intacte, forme le principal attrait du bourg.

## Géographie

### Localisation
La commune de Chamalières-sur-Loire se trouve dans le département de la Haute-Loire, en région Auvergne-Rhône-Alpes.
Elle se situe à 29 km par la route du Puy-en-Velay, préfecture du département, et à 27 km de Saint-Julien-Chapteuil, bureau centralisateur du canton d'Emblavez-et-Meygal dont dépend la commune depuis 2015 pour les élections départementales.
Les communes les plus proches sont : 
Retournac (3,8 km), Roche-en-Régnier (4,1 km), Mézères (5,3 km), Solignac-sous-Roche (5,7 km), Vorey (6,1 km), Saint-Julien-du-Pinet (6,9 km), Rosières (7,6 km), Saint-André-de-Chalencon (8,1 km).

### Climat
Pour des articles plus généraux, voir Climat d'Auvergne-Rhône-Alpes et Climat de la Haute-Loire.
En 2010, le climat de la commune est de type climat des marges montargnardes, selon une étude du Centre national de la recherche scientifique s'appuyant sur une série de données couvrant la période 1971-2000. En 2020, Météo-France publie une typologie des climats de la France métropolitaine dans laquelle la commune est exposée à un climat de montagne ou de marges de montagne et est dans la région climatique Sud-est du Massif Central, caractérisée par une pluviométrie annuelle de 1 000 à 1 500 mm, minimale en été, maximale en automne.
Pour la période 1971-2000, la température annuelle moyenne est de 9,5 °C, avec une amplitude thermique annuelle de 16,3 °C. Le cumul annuel moyen de précipitations est de 763 mm, avec 8,4 jours de précipitations en janvier et 6,3 jours en juillet. Pour la période 1991-2020, la température moyenne annuelle observée sur la station météorologique de Météo-France la plus proche, « Tiranges », sur la commune de Tiranges à 12 km à vol d'oiseau, est de 10,6 °C et le cumul annuel moyen de précipitations est de 758,9 mm,. Pour l'avenir, les paramètres climatiques de la commune estimés pour 2050 selon différents scénarios d'émission de gaz à effet de serre sont consultables sur un site dédié publié par Météo-France en novembre 2022.

### Géologie et relief
Chamalières est une commune de moyenne montagne. Le bourg-centre s'étire sur une étroite frange plate en bordure de la Loire, à 570 mètres d'altitude. Sur son territoire s'élèvent entre autres le suc de Bartou (984 m) et le mont Gerbizon, dont la commune partage les flancs avec Retournac et Mézères.

### Hydrographie
Le cours d'eau le plus important qui traverse Chamalières est la Loire. Elle complète son nom officiel : Chamalières-sur-Loire.

## Urbanisme

### Typologie
Au 1er janvier 2024, Chamalières-sur-Loire est catégorisée commune rurale à habitat dispersé, selon la nouvelle grille communale de densité à sept niveaux définie par l'Insee en 2022.
Elle est située hors unité urbaine et hors attraction des villes,.

### Occupation des sols
L'occupation des sols de la commune, telle qu'elle ressort de la base de données européenne d’occupation biophysique des sols Corine Land Cover (CLC), est marquée par l'importance des forêts et milieux semi-naturels (52,4 % en 2018), une proportion identique à celle de 1990 (52,4 %). La répartition détaillée en 2018 est la suivante : 
forêts (51,3 %), prairies (27 %), zones agricoles hétérogènes (16,3 %), zones urbanisées (4,3 %), milieux à végétation arbustive et/ou herbacée (1,1 %). L'évolution de l’occupation des sols de la commune et de ses infrastructures peut être observée sur les différentes représentations cartographiques du territoire : la carte de Cassini (XVIIIe siècle), la carte d'état-major (1820-1866) et les cartes ou photos aériennes de l'IGN pour la période actuelle (1950 à aujourd'hui).

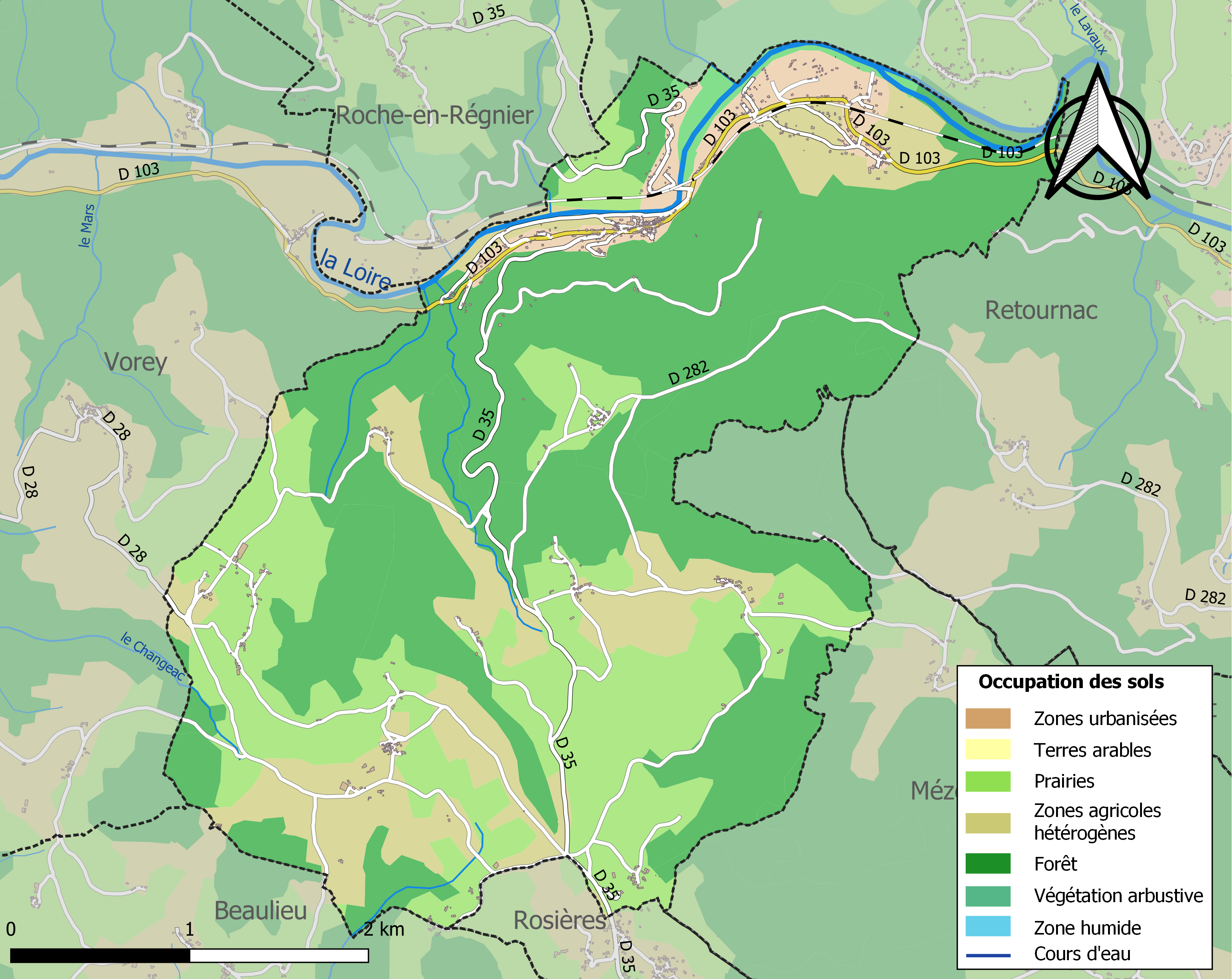
Carte des infrastructures et de l'occupation des sols de la commune en 2018 (CLC).
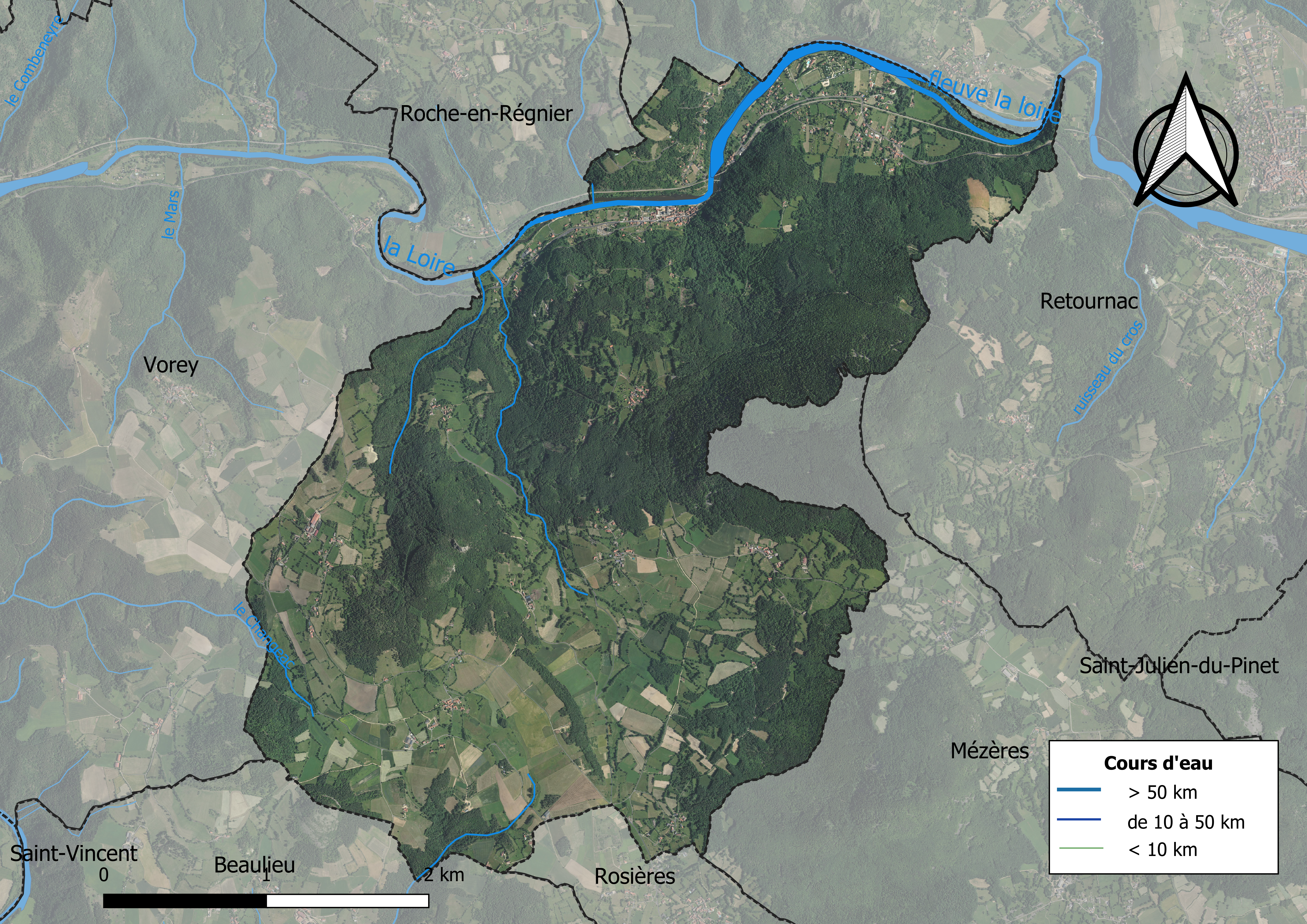
Carte orthophotographique de la commune.

### Lieux-dits, hameaux

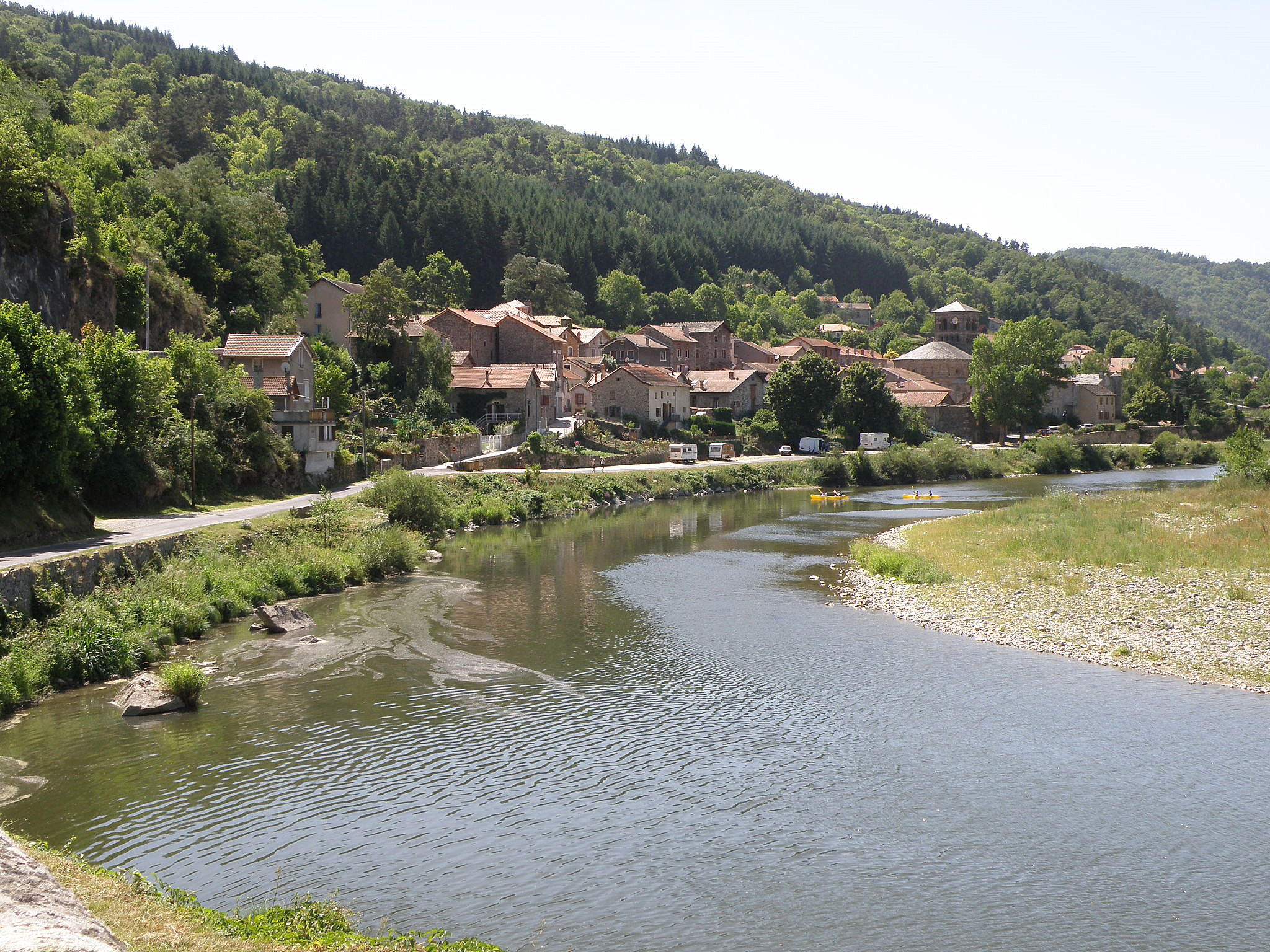
Vue générale du bourg-centre de Chamalières.

La commune de Chamalières-sur-Loire regroupe, outre le bourg-centre éponyme, les villages et hameaux suivants : Ventressac, Combres, la Fayolle, le Pinet, Granoux, Pieyres (-Haut et -Bas), Aunas, Varenne, Lascour, Bernard, les Viges et Viaspre. À l'exception de ce dernier, proche du bourg-centre, tous ces hameaux se situent sur la rive droite (c'est-à-dire sud) de la Loire.

### Habitat et logement
En 2018, le nombre total de logements dans la commune était de 461, alors qu'il était de 512 en 2013 et de 500 en 2008.
Parmi ces logements, 49,5 % étaient des résidences principales, 45,8 % des résidences secondaires et 4,7 % des logements vacants. Ces logements étaient pour 95 % d'entre eux des maisons individuelles et pour 4,7 % des appartements.
Le tableau ci-dessous présente la typologie des logements à Chamalières-sur-Loire en 2018 en comparaison avec celle de la Haute-Loire et de la France entière. Une caractéristique marquante du parc de logements est ainsi une proportion de résidences secondaires et logements occasionnels (45,8 %) supérieure à celle du département (16,1 %) et à celle de la France entière (9,7 %). Concernant le statut d'occupation de ces logements, 78,7 % des habitants de la commune sont propriétaires de leur logement (74,7 % en 2013), contre 70 % pour la Haute-Loire et 57,5 pour la France entière.
| Typologie                                               | Chamalières-sur-Loire | Haute-Loire | France entière |
| ------------------------------------------------------- | --------------------- | ----------- | -------------- |
| Résidences principales (en %)                           | 49,5                  | 71,5        | 82,1           |
| Résidences secondaires et logements occasionnels (en %) | 45,8                  | 16,1        | 9,7            |
| Logements vacants (en %)                                | 4,7                   | 12,4        | 8,2            |

### Transports et voies de communications
La gare de Chamalières-sur-Loire est reliée par une voie de chemin de fer à Saint-Étienne (en moins d'une heure) et Le Puy-en-Velay (en une trentaine de minutes). La ligne est gérée par le réseau TER Auvergne-Rhône-Alpes.
Plusieurs routes départementales passent à Chamalières et vont en direction de plusieurs villages, tels que : Vorey et Retournac (via la D103) ; Roche-en-Régnier et Rosières (via la D35).

## Toponymie
Toponyme occitan que l'on retrouve fréquemment en nord-occitan avec Chamalièras. Il existe de nombreuses étymologies populaires. Pour certains, il s'agit d'une altération du nom de Calminius, fondateur de l’abbaye du Monastier, pour d'autres, il dériverait de chama Leïre, litt. chemin de Loire, dans la variété locale de l’occitan. Certains affirment que Chamalières viendrait du vieil occitan « Camastere » qui signifierait simplement « apparition mystique » (cameo = apparition). Dans sa Toponymie générale de la France, Ernest Nègre en fait un dérivé de calm (lande, plateau désert, en occitan ancien) avec palatalisation de l’initiale caractéristique de l'auvergnat.

## Histoire
Même si une présence gallo-romaine est attestée, l'histoire de Chamalières commença véritablement lorsqu'un prieuré dédié à la Vierge fut fondé sur le site en l'an 674. Cependant, jusqu'au début du Xe siècle, Chamalières n'était encore qu'un modeste oratoire desservi par quelques prêtres se vouant à la vie monastique. Après avoir fait d'abord l'objet de persécutions de la part de l'évêque du Puy, le couvent put, sous l'épiscopat de Godescalc, se développer en toute quiétude et, après que Dalmas (ou Dalmace) de Beaumont, à la fois abbé de l'abbaye Saint-Chaffre du Monastier et prieur de Chamalières, l'eut associé définitivement à son monastère (vers 950), sa prospérité et son domaine s'accrurent désormais régulièrement.

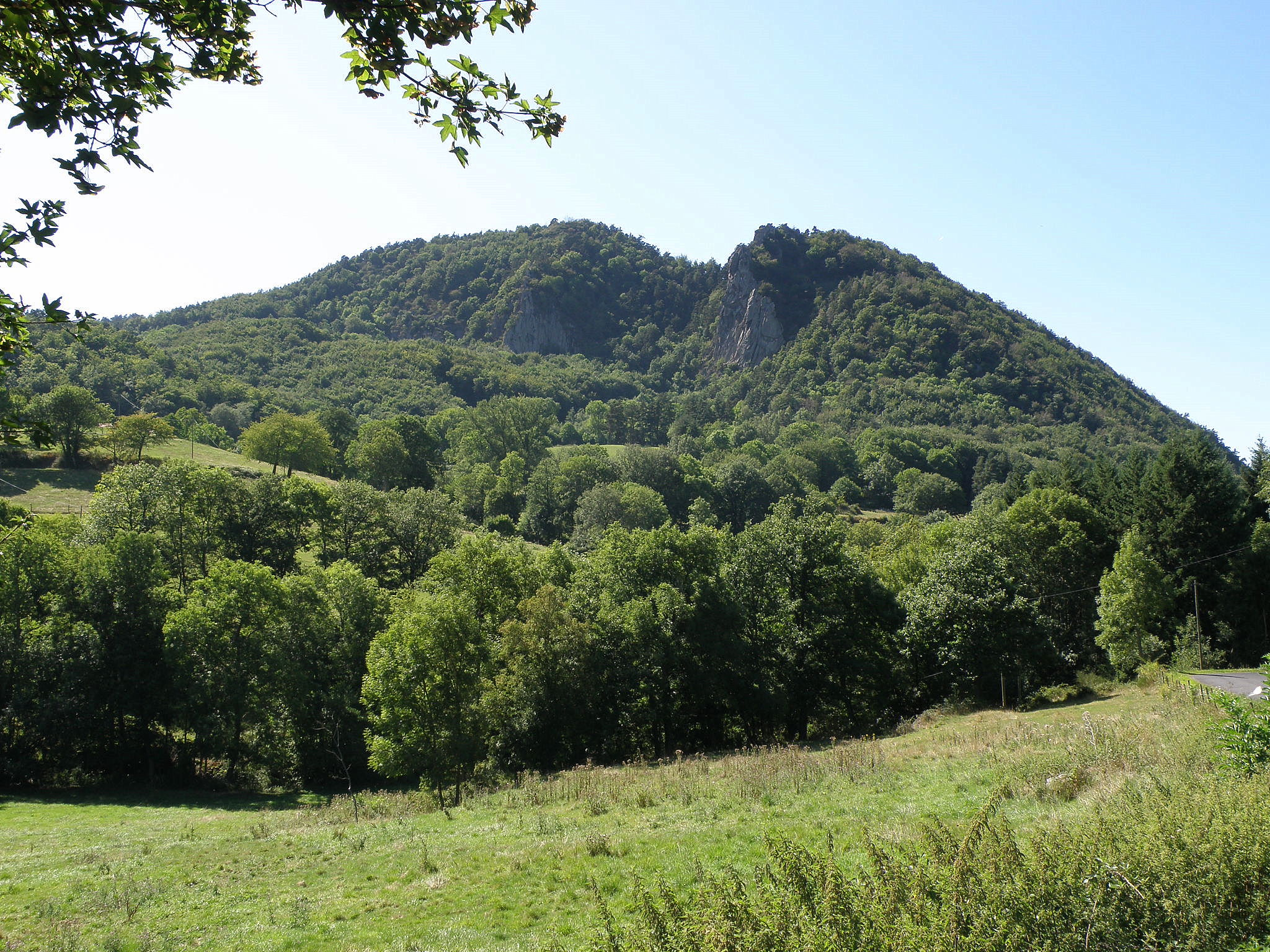
Suc de Bartou.

La translation, à l'initiative du même Dalmas de Beaumont, du corps de saint Gilles, pris à Arles, et le dépôt d'un saint Clou censément rapporté de Constantinople par Charlemagne firent de ce prieuré, au Moyen Âge, un des lieux de dévotion les plus illustres du Velay, qui vit affluer de toutes parts, non seulement les pèlerins, mais aussi les libéralités : le prieuré fut en effet abondamment doté par les puissantes familles nobles des contrées environnantes, c'est-à-dire nommément les Beaumont, dont le site du prieuré avait auparavant été le fief, les vicomtes de Polignac, les Roche-en-Régnier, les Rochebaron, les Montrevel, etc., bientôt suivis par la petite noblesse. Grâce à ces largesses, les possessions du prieuré débordèrent bientôt du site d’origine et des villages circonvoisins, pour s'étendre jusque dans les cantons de Saint-Anthème, Viverols, Saint-Bonnet-le-Château, Roanne, Givors et Argental. Vers la fin du XIe siècle, le couvent comptait ainsi 27 moines et hébergeait, au-dedans de son enceinte fortifiée, 71 maisons. C'est alors, fin XIe ou début XIIe, que fut décidée la construction de l'église romane Saint-Gilles, laquelle, hormis le clocher reconstruit vers 1900, a été gardée à peu près intacte jusqu’à nos jours. En même temps que l'église romane furent édifiés d’autres bâtiments conventuels, dont les parties romanes ne nous sont parvenues en l’état qu’en nombre fort réduit, par une suite de transformations, notamment aux XIIe et XIIIe siècles.
Le prieuré fit l'acquisition de l'église de Saint-Flour en 1035, et unit à ses possessions les églises de Saint-Maurice-de-Roche et de Saint-Pierre-du-Champ ainsi que l'église de Saint-Jean de Rosières (fin XIe). Parmi la cinquantaine de prieurs qui se sont succédé à Chamalières, il convient de relever plus particulièrement le nom de Pierre III de Beaumont, réputé pour ses grandes vertus et son érudition, qui entreprit à partir de 1162 de consigner tous les actes intéressant le prieuré dans le précieux cartulaire qui s'est conservé jusqu'à nos jours.
Le prieuré de Chamalières resta dans l'obédience du monastère de Saint-Chaffre jusqu'en 1789, année de la suppression du prieuré.

### Cartulaire
Le cartulaire de Chamalières, qui est conservé dans les archives de l'évêché du Puy, constitue quasiment la seule source de renseignements sur l'histoire de la partie nord du Velay pour la période allant du Xe au XIIIe siècle. La rédaction en fut entreprise vers 1162 par le prieur Pierre de Beaumont, puis poursuivie principalement sous ses successeurs Pierre de Servissas (fin XIIe), Durant Coiron (début XIIIe), Pons de Chalencon et Raymond de Mercœur. Le savant bénédictin Claude Estiennot de la Serre, qui visita le prieuré en 1676, eut communication du cartulaire. Le document se trouva pendant un temps égaré, mais fut retrouvé en 1729.

## Politique et administration

### Découpage territorial
La commune de Chamalières-sur-Loire est membre de la communauté d'agglomération du Puy-en-Velay, un établissement public de coopération intercommunale (EPCI) à fiscalité propre créé le 26 décembre 2016 dont le siège est à Le Puy-en-Velay. Ce dernier est par ailleurs membre d'autres groupements intercommunaux.
Sur le plan administratif, elle est rattachée à l'arrondissement du Puy-en-Velay, au département de la Haute-Loire, en tant que circonscription administrative de l'État, et à la région Auvergne-Rhône-Alpes.
Sur le plan électoral, elle dépend du canton d'Emblavez-et-Meygal pour l'élection des conseillers départementaux, depuis le redécoupage cantonal de 2014 entré en vigueur en 2015, et de la première circonscription de la Haute-Loire   pour les élections législatives, depuis le redécoupage électoral de 1986.

### Liste des maires
| Période                                  | Période                    | Identité           | Étiquette  | Qualité     |
| ---------------------------------------- | -------------------------- | ------------------ | ---------- | ----------- |
| Les données manquantes sont à compléter. |                            |                    |            |             |
| avant 1977[réf. nécessaire]              |                            | Jean Chapuis       |            |             |
| mars 1977                                | avril 1995                 | Paul Davenas       |            |             |
| avril 1995                               | mars 2001                  | Mme Moreau         |            |             |
| mars 2001                                | avril 2014                 | Jean-Julien Derail | ? puis UMP |             |
| avril 2014                               | En cours (au 27 août 2014) | Éric Valour        | SE         | Agriculteur |

## Population et société

### Démographie

#### Évolution démographique
L'évolution du nombre d'habitants est connue à travers les recensements de la population effectués dans la commune depuis 1793. Pour les communes de moins de 10 000 habitants, une enquête de recensement portant sur toute la population est réalisée tous les cinq ans, les populations de référence des années intermédiaires étant quant à elles estimées par interpolation ou extrapolation. Pour la commune, le premier recensement exhaustif entrant dans le cadre du nouveau dispositif a été réalisé en 2006.

En 2022, la commune comptait 517 habitants, en évolution de +4,44 % par rapport à 2016 (Haute-Loire : +0,36 %, France hors Mayotte : +2,11 %).
| 1793 | 1800 | 1806 | 1821 | 1831  | 1836  | 1841  | 1846  | 1851  |
| ---- | ---- | ---- | ---- | ----- | ----- | ----- | ----- | ----- |
| 830  | 576  | 838  | 952  | 1 025 | 1 030 | 1 045 | 1 043 | 1 036 |

| 1856 | 1861  | 1866  | 1872  | 1876  | 1881  | 1886  | 1891  | 1896  |
| ---- | ----- | ----- | ----- | ----- | ----- | ----- | ----- | ----- |
| 989  | 1 088 | 1 163 | 1 160 | 1 099 | 1 151 | 1 023 | 1 050 | 1 076 |

| 1901  | 1906 | 1911 | 1921 | 1926 | 1931 | 1936 | 1946 | 1954 |
| ----- | ---- | ---- | ---- | ---- | ---- | ---- | ---- | ---- |
| 1 413 | 959  | 956  | 819  | 732  | 714  | 641  | 558  | 529  |

| 1962 | 1968 | 1975 | 1982 | 1990 | 1999 | 2006 | 2011 | 2016 |
| ---- | ---- | ---- | ---- | ---- | ---- | ---- | ---- | ---- |
| 508  | 471  | 478  | 429  | 385  | 407  | 448  | 478  | 495  |

| 2021 | 2022 | - | - | - | - | - | - | - |
| ---- | ---- | - | - | - | - | - | - | - |
| 507  | 517  | - | - | - | - | - | - | - |

#### Pyramide des âges
La population de la commune est relativement âgée.
En 2018, le taux de personnes d'un âge inférieur à 30 ans s'élève à 27,6 %, soit en dessous de la moyenne départementale (31 %). À l'inverse, le taux de personnes d'âge supérieur à 60 ans est de 37 % la même année, alors qu'il est de 31,1 % au niveau départemental.
En 2018, la commune comptait 252 hommes pour 238 femmes, soit un taux de 51,43 % d'hommes, largement supérieur au taux départemental (49,13 %).
Les pyramides des âges de la commune et du département s'établissent comme suit.
| Hommes | Classe d’âge | Femmes |
| ------ | ------------ | ------ |
| 0,0    | 90 ou +      | 0,8    |
| 8,2    | 75-89 ans    | 12,9   |
| 27,5   | 60-74 ans    | 24,6   |
| 20,4   | 45-59 ans    | 20,0   |
| 14,5   | 30-44 ans    | 15,8   |
| 12,5   | 15-29 ans    | 10,0   |
| 16,8   | 0-14 ans     | 15,8   |

| Hommes | Classe d’âge | Femmes |
| ------ | ------------ | ------ |
| 0,9    | 90 ou +      | 2,5    |
| 8,4    | 75-89 ans    | 11,7   |
| 20,4   | 60-74 ans    | 20,5   |
| 21,3   | 45-59 ans    | 20,3   |
| 16,8   | 30-44 ans    | 16,3   |
| 15,2   | 15-29 ans    | 13,2   |
| 17     | 0-14 ans     | 15,6   |

## Économie

### Revenus
En 2018, la commune compte 233 ménages fiscaux, regroupant 508 personnes. La médiane du revenu disponible par unité de consommation est de 18 880 € (20 800 € dans le département).

### Emploi
| Division       | 2008  | 2013  | 2018   |
| -------------- | ----- | ----- | ------ |
| Commune        | 8,7 % | 8 %   | 14,5 % |
| Département    | 6,3 % | 7,7 % | 7,7 %  |
| France entière | 8,3 % | 10 %  | 10 %   |

En 2018, la population âgée de 15 à 64 ans s'élève à 260 personnes, parmi lesquelles on compte 72,6 % d'actifs (58,2 % ayant un emploi et 14,5 % de chômeurs) et 27,4 % d'inactifs,. Depuis 2008, le taux de chômage communal (au sens du recensement) des 15-64 ans est supérieur à celui de la France et du département.
La commune est hors attraction des villes,. Elle compte 49 emplois en 2018, contre 62 en 2013 et 66 en 2008. Le nombre d'actifs ayant un emploi résidant dans la commune est de 156, soit un indicateur de concentration d'emploi de 31,1 % et un taux d'activité parmi les 15 ans ou plus de 47,1 %.
Sur ces 156 actifs de 15 ans ou plus ayant un emploi, 32 travaillent dans la commune, soit 20 % des habitants. Pour se rendre au travail, 87,3 % des habitants utilisent un véhicule personnel ou de fonction à quatre roues, 3,2 % les transports en commun, 3,1 % s'y rendent en deux-roues, à vélo ou à pied et 6,4 % n'ont pas besoin de transport (travail au domicile).

## Culture locale et patrimoine

### Lieux et monuments

#### Église Saint-Gilles et cloître

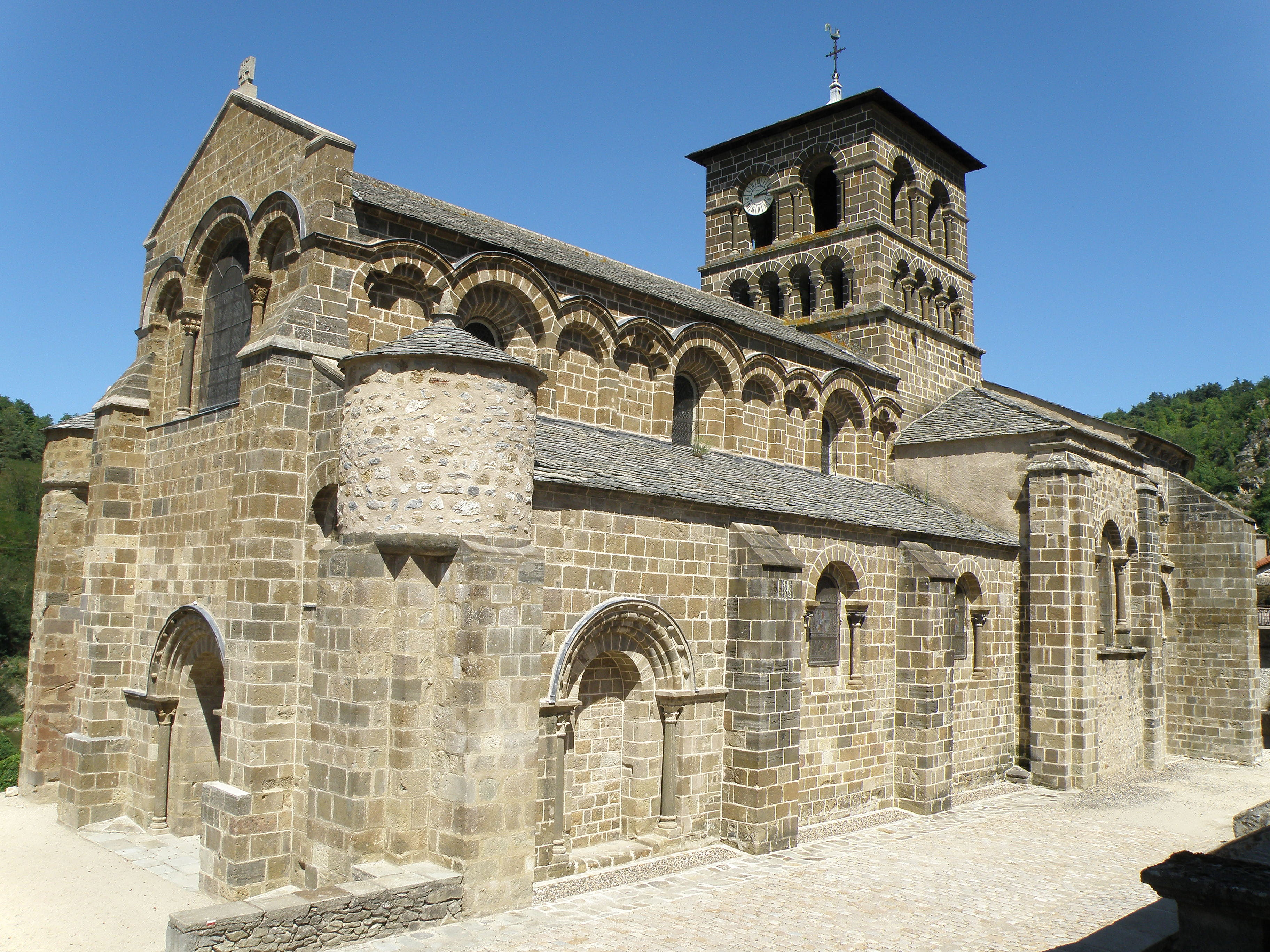
Église prieurale Saint-Gilles.

L'église Saint-Gilles de Chamalières-sur-Loire fut construite vers la fin du XIe ou au début du XIIe siècle. Elle est classée au titre des monuments historiques depuis 1862. Le cloître de l'église date du XIIe siècle.

#### Château du village

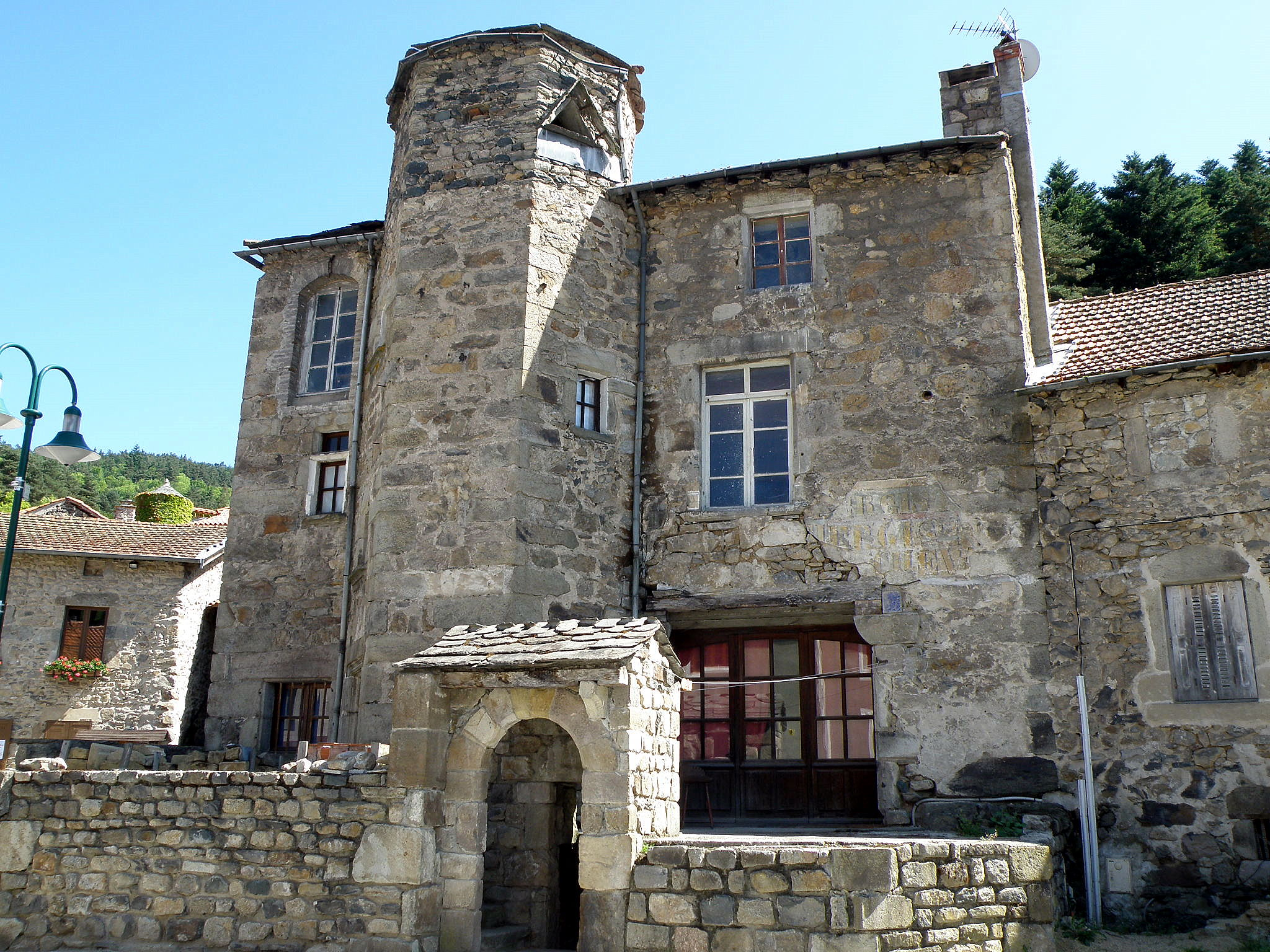
Le « château » de Chamalières.

Le « château » du village, dans le centre du bourg, date du XVe siècle, mais a été considérablement remanié par la suite.

#### Château de Ventressac
Situé au pied du mont Gerbizon, dans le hameau de Ventressac à l'ouest de Chamalières, ce château est une ancienne maison forte de forme cubique, qui présente un aspect très rustique. Elle fut bâtie au XVe siècle, mais subit ensuite plusieurs remaniements, notamment au XVIe siècle (percement de fenêtres, tourelle à escalier à l'angle sud-est, plafonds caissonnés) et au milieu du XVIIIe siècle (aménagements intérieurs) ; néanmoins l'édifice, qui était d'abord destiné à protéger contre le brigandage, a gardé plusieurs de ses éléments défensifs que sont ses trois échauguettes d'angle et une petite bretèche défendant la façade nord. Il est inscrit partiellement au titre des monuments historiques par arrêté du 14 novembre 1983.

#### Viaduc et pont

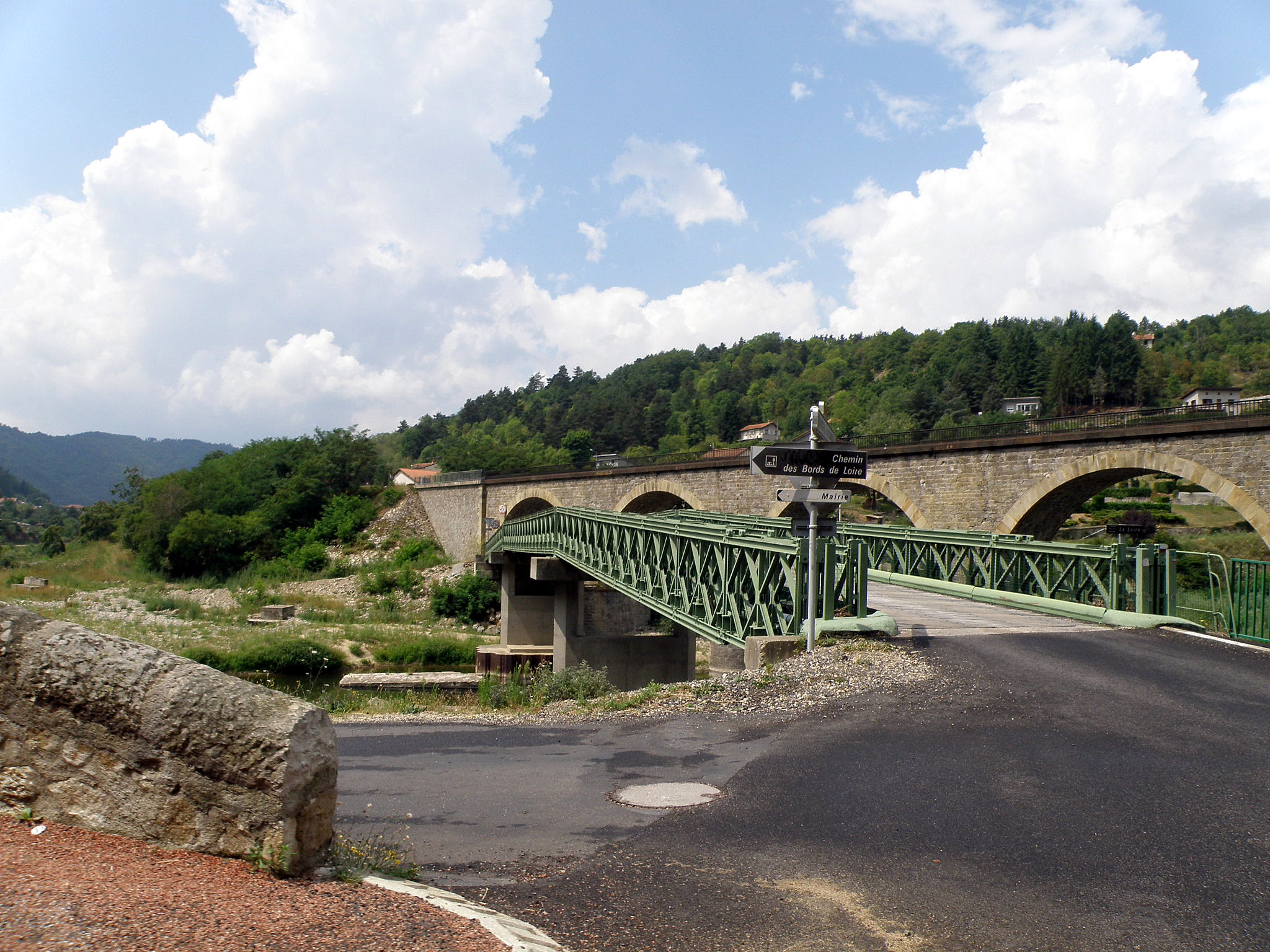
Le viaduc ferroviaire et le pont de Chamalières.

Un viaduc ferroviaire et un pont métallique traversent en aval de la commune le fleuve de la Loire.